# 施泰因-诺伊基希
施泰因-诺伊基希是德国莱茵兰-普法尔茨州的一个市镇。总面积7.16平方公里，总人口432人，其中男性221人，女性211人（2011年12月31日），人口密度60人/平方公里。